# Acétylacétonate de chrome(III)
L'acétylacétonate de chrome(III) est un complexe de coordination de formule Cr(C5H7O2)3, le plus souvent désigné par l'abréviation Cr(acac)3. Ce complexe de coordination de couleur pourpre est utilisé comme agent de relaxation en spectroscopie RMN grâce à sa solubilité dans les solvants organiques apolaires et son paramagnétisme.

## Synthèse
L'acétylacétonate de chrome(III) est préparé en faisant réagir de l'oxyde de chrome(III) avec de l'acétylacétone (Hacac) :
Cr2O3  +  6 Hacac   →  2 Cr(acac)3  +  3 H2O.